# Зелькявичюс, Беньяминас (1977)
Беньяминас Зелькявичюс (род. 15 сентября 1977 года) — литовский футболист, нападающий, сын футболиста и тренера Беньяминаса Зелькявичюса.
Вырос в Вильнюсе. Отец во время работы в ШВСМ (Вильнюс), взял сына на первую тренировку, когда тому было 6 лет. Через 2 года Зелькявичюс-младший начал посещать Вильнюсскую футбольную школу.
Совмещал игру в футбол с учёбой и работой. Закончил Вильнюсский университет, обучался в области экономики и международного делового администрирования, играл в университетской футбольной команде, которую тренировал Римантас Турскис. Работал на Мариямпольском молочно-консервном комбинатеlt.
В высшей литовской лиге играл за команды «Алса-Панерис» (1995/96), «Жальгирис-2»/«Жальгирис-Волмета» (1995/96, 1996/97) и «Каунас» (1996/97).
В составе «Жальгириса» приезжал в Москву на матчи Кубка чемпионов содружества.
За сборную Литвы провёл 1 матч — 14 февраля 1997 года против Польши (0:0) в рамках товарищеского турнира четырёх сборных на Кипре, эта сборная состояла исключительно из игроков «Каунаса».
Дальнейшая деятельность: работа в любительском футбольном клубе города Молетай в сотрудничестве с Utenio akademijalt (город Утена), занятие бизнесом.
В 2018 году — капитан сборной Литвы по футболу на чемпионате мира среди бездомных, проходившемen в Мексике.
Сын Беньяминас.